# Numa Pompilius
Numa Pompilius (anciennement francisé en Nume Pompile,) est le deuxième des sept rois de la royauté romaine. Selon la tradition latine, c'est-à-dire celle des annalistes romains qui suivent la liste établie par Fabius Pictor, son règne s'étend de -715 à -673. Il fait partie de la première série mythique des rois de Rome qui se partagent entre les rois latins (Romulus et Tullus Hostilius), et les rois sabins (Numa Pompilius et Ancus Marcius). C'est un roi pacifique.
Toujours selon la tradition, c'est lui qui donne à Rome son calendrier, ses sacerdoces, ses cultes, ses rites.

## Généalogie
Selon les récits de Plutarque, Numa était le cadet des quatre fils de Pomponius, né le jour de la fondation de Rome. Il mena une vie de discipline stricte et bannit toute forme de luxe de sa maison. Titus Tatius, roi des Sabins et collègue de Romulus, lui donna sa fille unique Tatia en mariage. Après treize années de vie commune, la princesse mourut ; cet événement tragique poussa Numa à se retirer à la campagne.
Numa était âgé de près de quarante ans lorsqu'on lui offrit de devenir roi. Il vivait « dans une ville sabine célèbre que l'on appelait Cures et d'après laquelle Romains et Sabins s'étaient donnés le nom conjoint de Quirites ». Bien qu'il refusât tout d’abord l'offre, son père et Marcius Ier le convainquirent d'accepter.
Lorsqu'il mourut de vieillesse en -673, il y eut un nouvel interrègne, puis le peuple romain choisit pour roi Tullus Hostilius.
Plutarque nous enseigne que les historiographes discutaient du nombre d'épouses et d'enfants de Numa Pompilius. Suivant les uns, Numa Pompilius n'aurait épousé d'autre femme que Tatia, dont il n'aurait eu qu'une fille, Pompilia.
Suivant d'autres, Numa Pompilius et Tatia auraient eu, outre Pompilia, quatre fils : Pompone, Pinus, Calpus et Mamercus. Sous la République, quatre gentes prétendaient descendre de Numa Pompilius par les mâles : les Pomponii, ou gens Pomponia, de Pompone ; les Æmili, ou gens Æmilia, de Mamercus ; les Calpurnii, ou gens Calpurnia, de Calpus ; et les Pinarii, ou gens Pinaria, de Pinus. Les Marcii, ou gens Marcia, prétendaient descendre de Pompolia, la mère d'Ancus Marcius, le quatrième roi de Rome. D'autres, enfin, considéraient que Pompilia n'était pas la fille de Tatia mais celle de Lucrèce que Numa Pompilius aurait épousée après avoir accédé au trône.

## Réalisations attribuées
Selon l'historien romain Tite-Live le roi Numa Pompilius se mit en quête de pacifier la société romaine, grâce d'une part à une organisation politique fondée non plus sur l'instruction militaire, mais sur « le droit, la loi, les bonnes mœurs », grâce d'autre part à la substitution du sentiment belliqueux de « la crainte de l'ennemi » par le sentiment pieux de « la crainte des dieux ».
Il aurait procédé à la subdivision de la civitas en pagi ainsi qu'au rassemblement en guildes des métiers de la cité.
Dans toutes les institutions créées par Numa, Plutarque disait détecter une influence laconique possiblement attribuable à sa culture sabine. Plutarque explique que les Sabins prétendaient être une ancienne colonie de Lacédémone (Sparte). Il est pacifique et religieux.

### Organisation temporelle de la cité
Pour distinguer les périodes de paix des périodes de conflits, Tite-Live nous rapporte que Numa Pompilius avait établi le légendaire temple de Janus Bifrons situé au pied de l'Argilète. Après avoir conclu des accords avec ses voisins il aurait fait fermer les portes du temple et institué qu'elles seraient fermées en temps de paix, et ouvertes en temps de guerre.
On attribue à Numa Pompilius la réforme du calendrier romain, par le partage de l'année en douze mois lunaires et l'introduction de mois intercalaires pour correspondre à la durée de l'année solaire. Il aurait créé le mois de Januarus situé au début de l'année et dédié au dieu des commencements et des fins Janus.
Par ailleurs, Tite-Live précise qu'au cours de cette mise en place calendaire, il distingue les jours fastes et néfastes afin de rythmer la vie politique romaine.

### Organisation sacerdotale
Numa Pompilius serait à l'origine des principales fonctions sacrées romaines :
- Les Flamines : il subdivisa la fonction sacrée du roi en trois Flamines, prêtrises dédiées à un seul dieu : les flamines de Jupiter, Mars et Quirinus. Il nomme un grand pontife qui s'assure du bon fonctionnement de la vie religieuse.
- Les Vestales : pour servir la déesse du foyer Vesta, il lui dédie un temple dont il attribue le sacerdoce à des jeunes filles, les Vestales, qui selon Tite-Live sont rémunérées par l'État afin de se consacrer entièrement au culte. Elles sont logées près du temple, dans la maison des Vestales.
- Les Saliens : différents récits rapportent la légende des Boucliers sacrés à l'origine de l'instauration du sacerdoce des Saliens.

Ovide, dans sa pièce Les Fastes portant sur le calendrier romain et les fêtes religieuses conte que Numa Pompilius, souhaitant maîtriser les foudres, fit descendre Jupiter sur terre qui lui offrit alors un bouclier d'airain : l'ancile ou bouclier sacré. Cet objet sacré fut conservé et dupliqué onze fois par Numa Pompilius. Il remit les douze boucliers sacrés à leurs gardiens : les Saliens . Ces derniers présidaient en outre aux deux fêtes annuelles consacrées à Mars (Armilustrium) et à Minerve (Quinquatries).

## Dans les arts
Les relations entre Numa et la sage nymphe Égérie, sa conseillère dans la légende, deviennent un thème iconographique régulièrement présent dans la peinture à partir de la Renaissance.

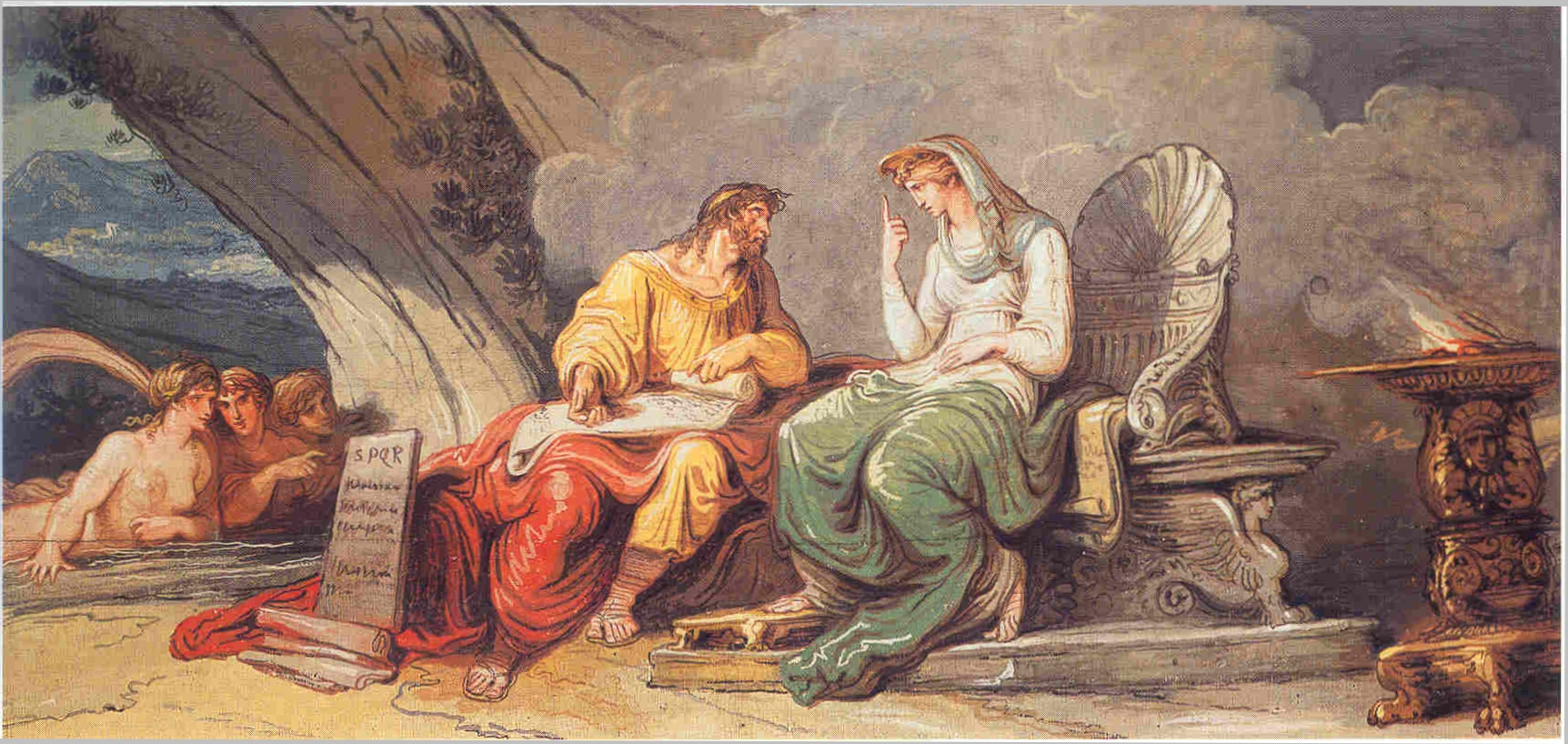
Felice Giani, Numa Pompilius recevant de la nymphe Égérie les lois de Rome, 1806
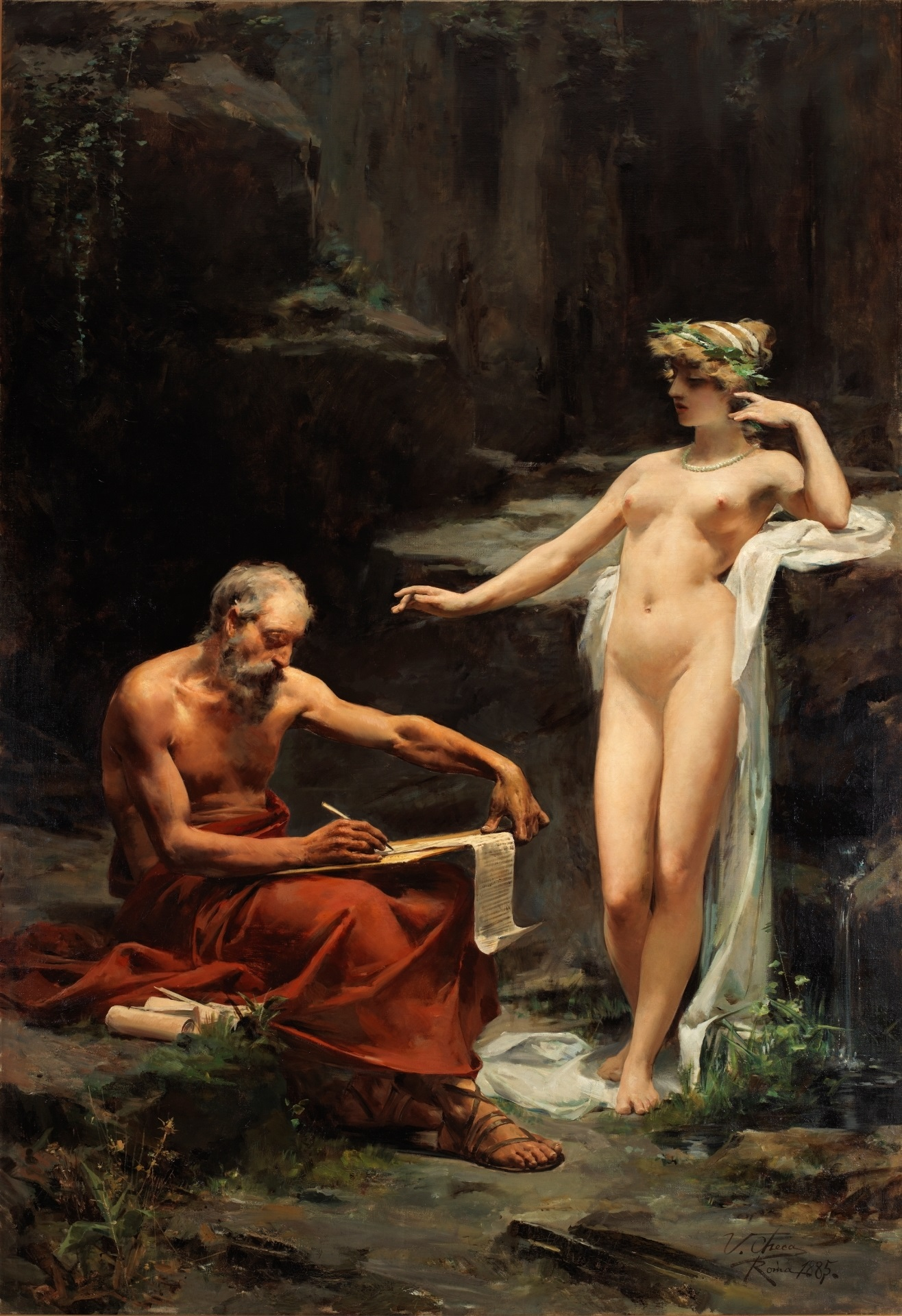
Ulpiano Checa, La nymphe Égérie dictant les lois à Numa - 1886